# 海貓悲鳴時 episode4 - Alliance of the golden witch
《海貓悲鳴時 episode4 - Alliance of the golden witch》是日本同人社團07th Expansion所製作的同人遊戲《海貓悲鳴時》的第四部。游戏於2008年冬季的Comic Market75發表。

## 概要
全新魔女安琪．貝阿朵莉切，在EP3關鍵的時刻救了戰人，她真正的身份就是來自1998年，右代宮家最後的、唯一的子孫……魔女的幻想再度加劇，使一切發展幾乎無法以人類方式解釋。全新偵探用的藍字系統，能否平衡雙方的力量？戰人意識到自己前三個EP的無能，開始無心戀戰，還在這時給他一個震撼的現實……

## 殺人事件
第1事件 「在飯廳的虐殺」
遇害者：夏妃、繪羽、秀吉、留弗夫、樓座、源次（第一晩・六人之活祭）
第2事件 「當主測試」
遇害者：朱志香、讓治（第二晩・緊靠的兩人）
第3事件 「井旁的殺人」
遇害者：嘉音（第四晩）、紗音（第五晩）、南條（第六晩）
第4事件 「大屋後門」
遇害者：藏臼（第七晩）
第5事件 「來自客房的電話」
遇害者：霧江（第八晩）
第6事件 「倉庫密室」
遇害者：鄉田、熊澤（第九晩・魔女復活）
第7事件 「10月5日的殺人」
遇害者：真里亞、戰人（第十晩）
第8事件 「1998年」
遇害者：緣壽

## 出版書籍
漫畫
- 作畫：宗一郎、全6卷。

| 集數 | 史克威爾艾尼克斯 | 史克威爾艾尼克斯       |
| 集數 | 發售日期         | ISBN                   |
| ---- | ---------------- | ---------------------- |
| 1    | 2010年4月22日    | ISBN 978-4-7575-2856-7 |
| 2    | 2010年8月21日    | ISBN 978-4-7575-2976-2 |
| 3    | 2010年12月22日   | ISBN 978-4-7575-3101-7 |
| 4    | 2011年4月22日    | ISBN 978-4-7575-3206-9 |
| 5    | 2011年8月22日    | ISBN 978-4-7575-3337-0 |
| 6    | 2011年12月22日   | ISBN 978-4-7575-3555-8 |

小說
- 著：龍騎士07，插圖：ともひ

| 集數 | 講談社       | 講談社                 | 尖端出版社     | 尖端出版社             |
| 集數 | 發售日期     | ISBN                   | 發售日期       | ISBN                   |
| ---- | ------------ | ---------------------- | -------------- | ---------------------- |
| 上   | 2010年7月2日 | ISBN 978-4-06-283753-8 | 2016年10月27日 | ISBN 978-957-106-905-0 |
| 下   | 2010年8月3日 | ISBN 978-4-06-283754-5 | 2016年10月27日 | ISBN 978-957-106-906-7 |

## 動畫
動畫版《海貓悲鳴時》第19～26話。
- 19	Ⅰ	end game
- 20	Ⅱ	zugzwang
- 21	Ⅲ	prophylaxis
- 22	Ⅳ	problem child
- 23	Ⅴ	breakthrough
- 24	Ⅵ	adjourn
- 25	Ⅶ	forced move
- 26	Ⅷ	sacrifice